# Minoa unicolorata
Minoa unicolorata là một loài bướm đêm trong họ Geometridae.